# Ratja-Letjchumi och Nedre Svanetien
Ratja-Letjchumi och Nedre Svanetien (Georgiska: რაჭა-ლეჩხუმისა და ქვემო სვანეთის მხარე, Ratja-Letjchumisa da Kvemo Svanetis mchare) är en mchare (region) i nordvästra Georgien som inkluderar de historiska provinserna Ratja, Letjchumi och Nedre Svanetien. Regionen täcker en yta på 4,954 km² och har 32 089 invånare (2014), vilket innebär att det är den minst befolkade regionen i landet. Huvudstad är Ambrolauri.